# Passage du Gué
Le passage du Gué est une voie située dans le quartier de la Goutte-d'Or du 18e arrondissement de Paris.

## Situation et accès
Le passage du Gué débute rue de la Chapelle, face à la rue du Pré et se termine rue Pierre-Mauroy, face à l'allée Lydia-Becker.
Elle est desservie par la ligne 12 à la station Porte de la Chapelle.

## Origine du nom
La voie tient son nom d'un chemin conduisant autrefois à un gué. Elle est tracée sur le plan de Roussel de 1730 et était située jusqu'en 1860 dans l'ancienne commune de La Chapelle.

## Historique
Ancienne « rue du Gué », classée dans la voirie de Paris en 1863, elle devient une impasse avec la construction de la ligne de chemin de fer de la gare du Nord, dans la seconde partie du XIXe siècle. Elle redevient une voie ouverte et piétonnière dans le cadre du nouveau quartier de Chapelle International et prend le nom de passage du Gué en 2018.

## Bâtiments remarquables et lieux de mémoire
- Le quartier de Chapelle international
- Le parc Chapelle-Charbon